# Metallica: Vinyl Box Set
Metallica: Vinyl Box Set é uma edição limitada do box da banda estadunidense Metallica. Foi lançada em 23 de novembro de 2004. A coletânea inclui os quatro primeiros álbuns de estúdio da banda, um EP e uma imagem do disco single. Todos os conjuntos foram numerados de 1 a 5000.

## Conteúdo da coletânea
- Kill 'Em All
- Ride the Lightning
- Creeping Death (capa do disco single)
- Master of Puppets
- The $5.98 E.P.: Garage Days Re-Revisited
- ...And Justice for All